# 尝试错误法
嘗試錯誤法，又稱試誤法（英語：trial and error），简称试错，是用來解決問題、獲取知識的常見方法。此種方法可以視為簡易解決問題的方法中的一種，與使用洞察力／直覺或理論推理的方法正好相反。

## 程序
在嘗試錯誤的過程中，選擇一個可能的解法應用在待解問題上，經過驗證後如果失敗，選擇另一個可能的解法再接著嘗試下去。整個過程在其中一個嘗試解法產生出正確結果時結束。

## 方法論
此種解決問題的方法應用在簡單的問題或是遊戲上時較容易成功，並且通常在沒有其他可以利用的明顯規則可以套用於解決待解問題時使用。嘗試錯誤法並不代表使用者一定要不經意地亂試解法，使用者可以有條理地操控各個變因來整理出最有機會成功解決問題的解法。

## 特徵
嘗試錯誤法有幾個特徵：
- 解決問題導向：嘗試錯誤法不試著去探討為什麼某種解法會成功，只要成功解決問題即可。
- 針對某個特定問題：嘗試錯誤法不試著去找出可以被廣泛應用、拿來解決其他問題的解法。
- 沒有最佳化：嘗試錯誤法只找出某種解法，並不會去嘗試出所有的解法，亦不會找出問題的最佳解法。
- 僅需最低限度的知識：即便對問題的領域只有少量的知識，嘗試錯誤法仍然可以被拿來應用。

## 嘗試錯誤法的問題
嘗試錯誤法有幾個問題存在，因此通常為解決問題的最後一種手段。首先嘗試錯誤法是非常單調、乏味且使人厭煩的。再者此種方法需要耗費大量的時間，化學工程師如果要找到合用的化學成份，往往必須從上萬種有潛在可能性的化學成份中來篩選。很幸運的因為電腦不像人會覺得無趣、而且可以在轉眼間試完大量的組合，因此嘗試錯誤法很適合電腦使用。